# Steele Creek
Steele Creek är en ort (CDP) i Fairbanks North Star Borough, i delstaten Alaska, USA. Enligt United States Census Bureau har orten en folkmängd på 6 662 invånare (2010) och en landarea på 240 km².